# Zenkerella capparidacea
Zenkerella capparidacea là một loài thực vật có hoa trong họ Đậu. Loài này được (Taub.) J.Leonard miêu tả khoa học đầu tiên.